# Giro de Lombardía 2009
El Giro de Lombardía 2009, la 103.ª edición de esta clásica ciclista, se disputó el sábado 17 de octubre de 2009, con un recorrido de 242 km entre Varese y Como. 
Como suele ser habitual fue la última prueba del calendario mundial de la UCI 2009.
El ganador final fue Philippe Gilbert, que se apuntó su cuarta carrera de forma consecutiva, tras la Coppa Sabatini, el Giro del Piamonte y la París-Tours. El segundo clasificado, con el mismo tiempo, fue el español Samuel Sánchez. Completó el podio Aleksandr Kolobnev que llegó tercero a siete segundos del dueto de cabeza.

## Clasificación final
| Posición | Ciclista            | Equipo            | Tiempo     |
| -------- | ------------------- | ----------------- | ---------- |
| 1.       | Philippe Gilbert    | Silence-Lotto     | 5h 43' 46" |
| 2.       | Samuel Sánchez      | Euskaltel-Euskadi | m.t.       |
| 3.       | Alexandr Kolobnev   | Saxo Bank         | + 7"       |
| 4.       | Luca Paolini        | Acqua & Sapone    | + 8"       |
| 5.       | Johnny Hoogerland   | Vacansoleil       | m.t.       |
| 6.       | Robert Gesink       | Rabobank          | m.t.       |
| 7.       | Aleksandr Vinokúrov | Astana            | m.t.       |
| 8.       | Daniel Martin       | Garmin-Slipstream | m.t.       |
| 9.       | Juan José Cobo      | Fuji-Servetto     | m.t.       |
| 10.      | Cadel Evans         | Silence-Lotto     | m.t.       |